# Polybos
Polybos var konge af Korinth og Ødipus' plejefar.
| Mytologi | Spire Denne artikel om mytologi er en spire som bør udbygges. Du er velkommen til at hjælpe Wikipedia ved at udvide den. |